# GIK Wasaiterna Handboll
GIK Wasaiterna Handbollsförening (GIK Wasaiterna Handboll), smeknamn "Wassarna", var en handbollsklubb i Göteborg, bildad som IK Wasaiterna 1934. Föreningen är en av de klassiska handbollsföreningarna, och har spelat stor roll för handbollens utveckling i Göteborg. Klubben gick i konkurs 2004 men återuppstod 2014 som Café Lillan HF.

## Historik
Föreningen bildades som IK Wasaiterna den 18 januari 1934 på Café Lillan i stadsdelen Landala i centrala Göteborg. 1968 slogs IK Wasaiterna samman med Göteborgs IK (bildad 1926) och blev GIK Wasaiterna. Under 1970-talet flyttades verksamheten till Angered i nordöstra Göteborg.
Säsongen 1999/2000 kvalificerade herrlaget sig för högsta serien (dåvarande Elitserien, nuvarande Handbollsligan) och fick genom detta spela åttondelsfinal i SM-slutspelet. Laget besegrade där IK Sävehof och nådde sin finaste placering någonsin på seniorsidan, en kvartsfinal där man åkte ut mot IFK Skövde.
Klubben lades ner efter säsongen 2003/2004. Laget var då en match ifrån att åter avancera upp i högsta serien för herrar. Före nedläggningen delades GIK Wasaiterna upp i tre delar, moderföreningen, seniorsektionen och ungdomssektionen. Moderföreningen startade om 2014 under namnet Café Lillan HF och har ingen koppling till föreningen GIK Wasaiterna Ungdom (GIK Wasaiterna U), som sedermera också bedrev seniorverksamhet på både dam- och herrsidan men la ner verksamheten 2023.

## Klubbens meriter
Bland meriter har klubben fyra säsonger spel i högsta serien: 1967/1968, 1999/2000, 2001/2002 och 2002/2003.
- 25 säsonger i div 1 Herrar
- 3 allsvenska säsonger för Damer
- 10 säsonger i div 1 Damer
- Svenska Mästare Herrjuniorer födda 83-84
- Svenska Mästare A-ungdom pojkar födda 80-81

## Ledare
Klubbens tre riktigt stora ledare bland många under sina 70 levnadsår var:
| Namn            | Roll                                                      | Tid       |
| --------------- | --------------------------------------------------------- | --------- |
| Bertil Carlborg | Ordförande                                                | 1934–1982 |
| Rolf Granander  | "Mr Wasaiterna"                                           | 1953–1980 |
| Thomas Willram  | Tog över arvet efter Granander och var Wasaiternas hjärta | 1973–2004 |

## Publikrekord
| Plats | Antal åskådare | Plats              | Motstånd             | Säsong    |
| ----- | -------------- | ------------------ | -------------------- | --------- |
| 1.    | 3 491          | Scandinavium       | HP Warta             | 1999/2000 |
| 2.    | 1 620          | Partillebohallen   | Redbergslids IK      | 2002/2003 |
| 3.    | 1 509          | Mässhallen         | UoIF Matteuspojkarna | 1966/1967 |
| 4.    | 1 310          | Angereds sporthall | Redbergslids IK      | 1999/2000 |

## Landslagsspelare
Landslagsspelare med GIK Wasaiterna Handboll som moderklubb sorterade efter antal A-landskamper.

### Damer
| Namn                                  | Landskamper |
| ------------------------------------- | ----------- |
| Birgitta Andersson (tidigare Nilsson) | 8 A         |
| Marie-Therese Axelsson                | 2 A         |

### Herrar
| Namn                    | Landskamper |
| ----------------------- | ----------- |
| Payam Hatami            | 38 U, 29 J  |
| Robert Goude            | 18 U, 11 J  |
| Martin Clemons-Axelsson | 16 U, 22 J  |
| Daniel Jarneström       | 3 U         |
| Rabi Asmar              | 25 J        |
| Erik Hallbert           | 6 J         |
| Anders Willram          | 6 J         |

## Flest A-lagssäsonger
- Birgitta Andersson 25 säsonger
- Tommy Granfeldt 15 säsonger